# ديف كلارك (مغني)
ديف كلارك (بالإنجليزية: Dave Clark)‏ هو منتج أسطوانات وطبال ومغني بريطاني، ولد في 15 ديسمبر 1942 في توتنهام في المملكة المتحدة.

## وصلات خارجية
- ديف كلارك على موقع IMDb (الإنجليزية)
- ديف كلارك على موقع ميوزك برينز (الإنجليزية)
- ديف كلارك على موقع إن إن دي بي (الإنجليزية)
- ديف كلارك على موقع أول ميوزيك (الإنجليزية)
- ديف كلارك على موقع ديسكوغز (الإنجليزية)
- ديف كلارك على موقع قاعدة بيانات الفيلم (الإنجليزية)